# BRP Simeon Castro
Le BRP Simeon Castro (PC-374) est le quatrième patrouilleur côtier de la classe Jose Andrada de la marine philippine. Il fait partie du premier lot de sa classe commandé par l’intermédiaire des ventes militaires à l’étranger (FMS) des États-Unis en 1989. Il a été mis en service par la marine philippine le 24 juin 1991,. Il a été initialement désigné comme Fast Patrol Craft, et a été numéroté « DF-374 », mais plus tard, il a été redésigné comme une canonnière de patrouille, et a été renuméroté « PG-374 », jusqu’à ce qu’une autre reclassification change sa désignation en patrouilleur avec le numéro de coque « PC-374 » à partir d’avril 2016.

## Conception
Le navire a été construit selon les normes de la Garde côtière américaine avec une coque et une superstructure en aluminium. Il est propulsé par deux moteurs Diesel Detroit Diesel Corporation 16V-92TA d’une puissance combinée d’environ 2800 ch, entraînant deux hélices et donnant une vitesse maximale de 28 nœuds (52 km/h). L’autonomie maximale est de 1200 milles marins (2200 km) à 12 nœuds (22 km/h) ou de 600 milles marins (1100 km) à 24 nœuds (44 km/h).
Le navire était conçu à l’origine pour transporter un canon de 40 mm Mk.3, un mortier de 81 mm à l’arrière et quatre mitrailleuses de 12,7 × 99 mm OTAN (calibre .50),. Au lieu de cela, il n’est armé que de quatre mitrailleuses Browning M2HB de calibre 12,7 mm sur des affûts Mk.26, dont deux positionnées à l’avant et deux à l’arrière, et de deux mitrailleuses M60 de 7,62 × 51 mm OTAN (calibre .30), toutes deux montées au milieu du navire. Le navire peut transporter 4000 cartouches de 12,7 mm et 2000 cartouches de 7,62 mm.
Faisant partie du premier lot (PG-370 à PG-378), il n’est pas équipé du chain gun M242 Bushmaster Mk.38 Mod.0 de 25 mm que les autres navires jumeaux transportent,,. Il était prévu d’installer sur sa proue un chain gun M242 Bushmaster de 25 mm (stabilisé ou non) après quelques modifications mineures, mais à ce jour, cela ne s’est pas concrétisé.
Il est équipé d’un radar de recherche et de navigation de surface Raytheon AN/SPS-64(V)11, mais avec une antenne plus petite que celles utilisées sur les plus grands navires de la marine philippine,.
Un bateau pneumatique semi-rigide de 4 mètres, propulsé par un moteur hors-bord de 40 ch, est rangé au milieu du navire.

## Historique
Le BRP Simeon Castro a mené des opérations de secours aux familles déplacées économiquement de l’île de Cagraray, à Bacacay, province d'Albay, à partir du 11 janvier 2011 dans le cadre du programme « Food for Work » du gouvernement local d’Albay.
Le BRP Simeon Castro a secouru 58 passagers du navire roulier MV Vanessa P2 au large de la baie de Sayao, à Marinduque, le 13 mai 2011, après avoir répondu à un appel de détresse de la station de la Garde côtière de Marinduque.
En avril 2018, le BRP Simeon Castro et la Garde côtière philippine (PCG) ont répondu à un appel de détresse et ont secouru les passagers du bateau à moteur M/B Kidd Dodong après qu’un de ses stabilisateurs ait été brisé par de grosses vagues. Après une brève recherche, le bateau a été retrouvé dans les environs de l’île de Guintunguan à El Nido, et le BRP Simeon Castro a emmené la moitié des quatorze passagers du bateau (l’autre moitié a été emmenée par la PCG) à la jetée de Liminangcong à Palawan.
En juillet 2018, le BRP Simeon Castro a participé à une activité de sécurité maritime (MSA) dans les eaux autour de Palawan avec la Royal Australian Navy (RAN) et la frégate BRP Ramon Alcaraz (FF-16). La RAN a envoyé les patrouilleurs HMAS Ararat (ACPB 89) et HMAS Wollongong pour l’activité, qui comprenait des activités de formation des navires, des patrouilles maritimes, des discussions sur les menaces à la sécurité maritime, entre autres.